# Lauterbrunnen
Lauterbrunnen is een gemeente in het district Interlaken-Oberhasli in het Zwitserse kanton Bern. Het dorp en het Lauterbrunnental ontlenen hun naam aan de vele watervallen in de vallei; het dal van de 72 watervallen. Door de ligging in het Berner Oberland is het een belangrijke plaats voor bergsporters, in het bijzonder voor de beklimming van de noordwand van de Eiger.

## Ligging en geografie

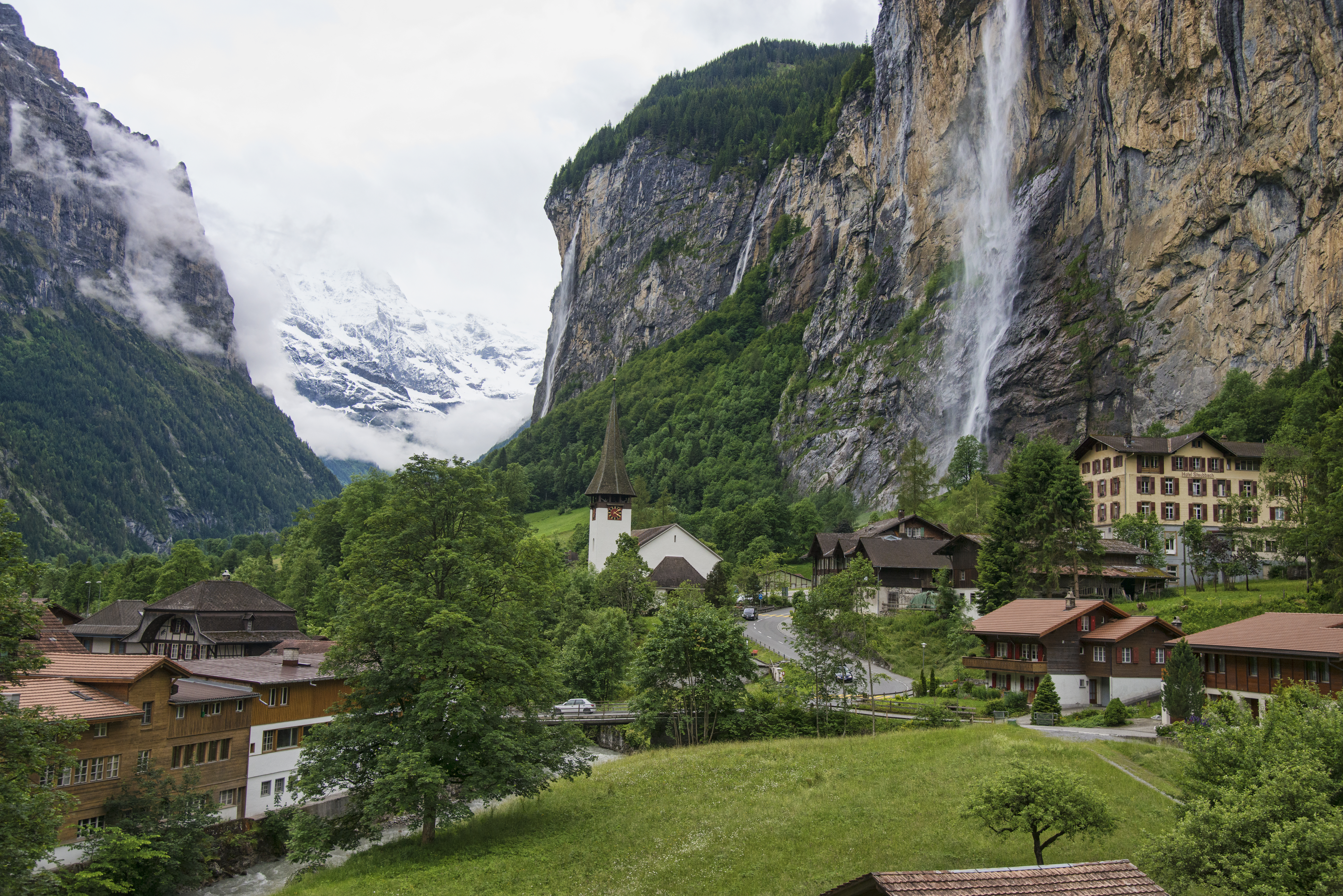
Lauterbrunnenvallei in de zomer

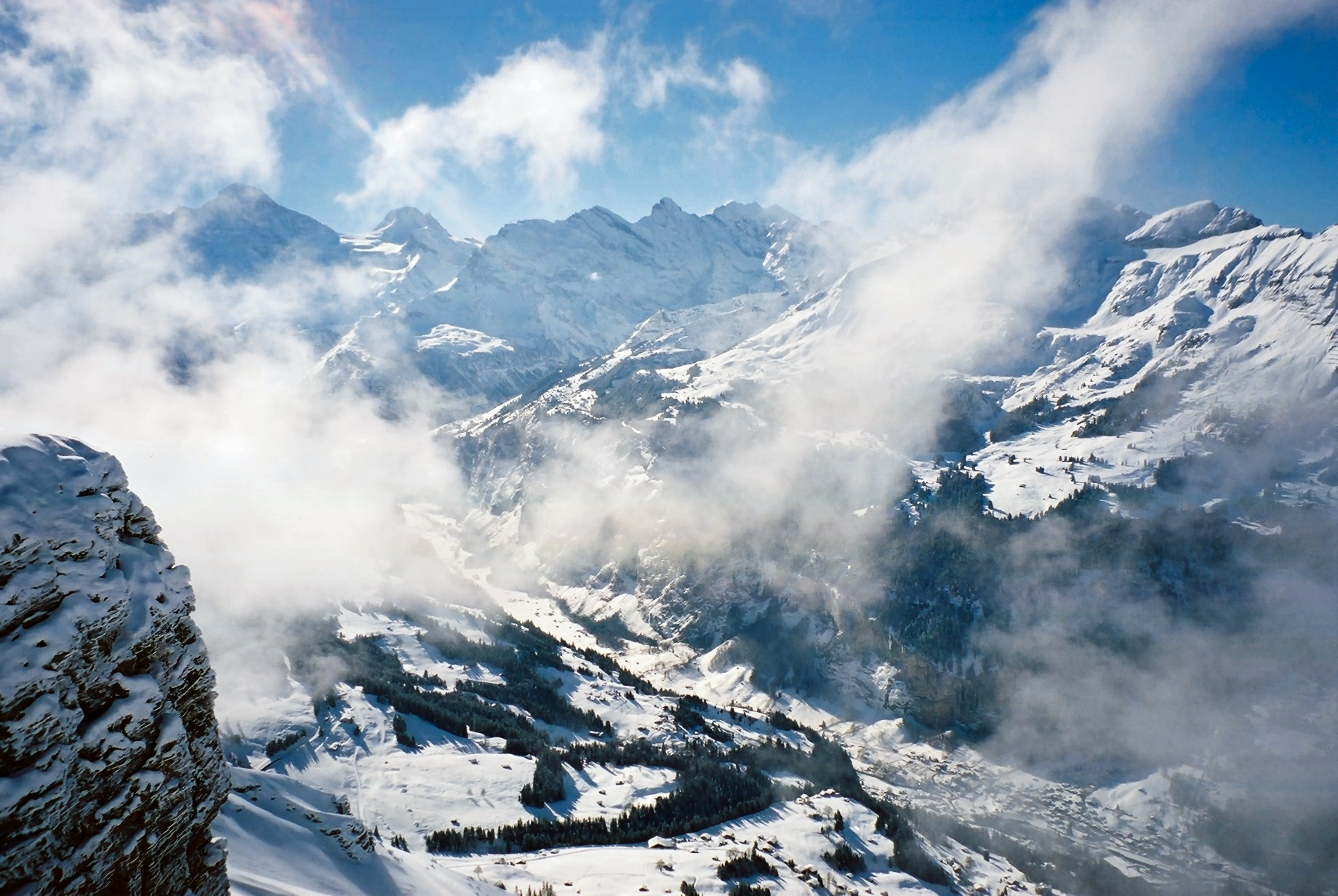
Lauterbrunnenvallei in de winter

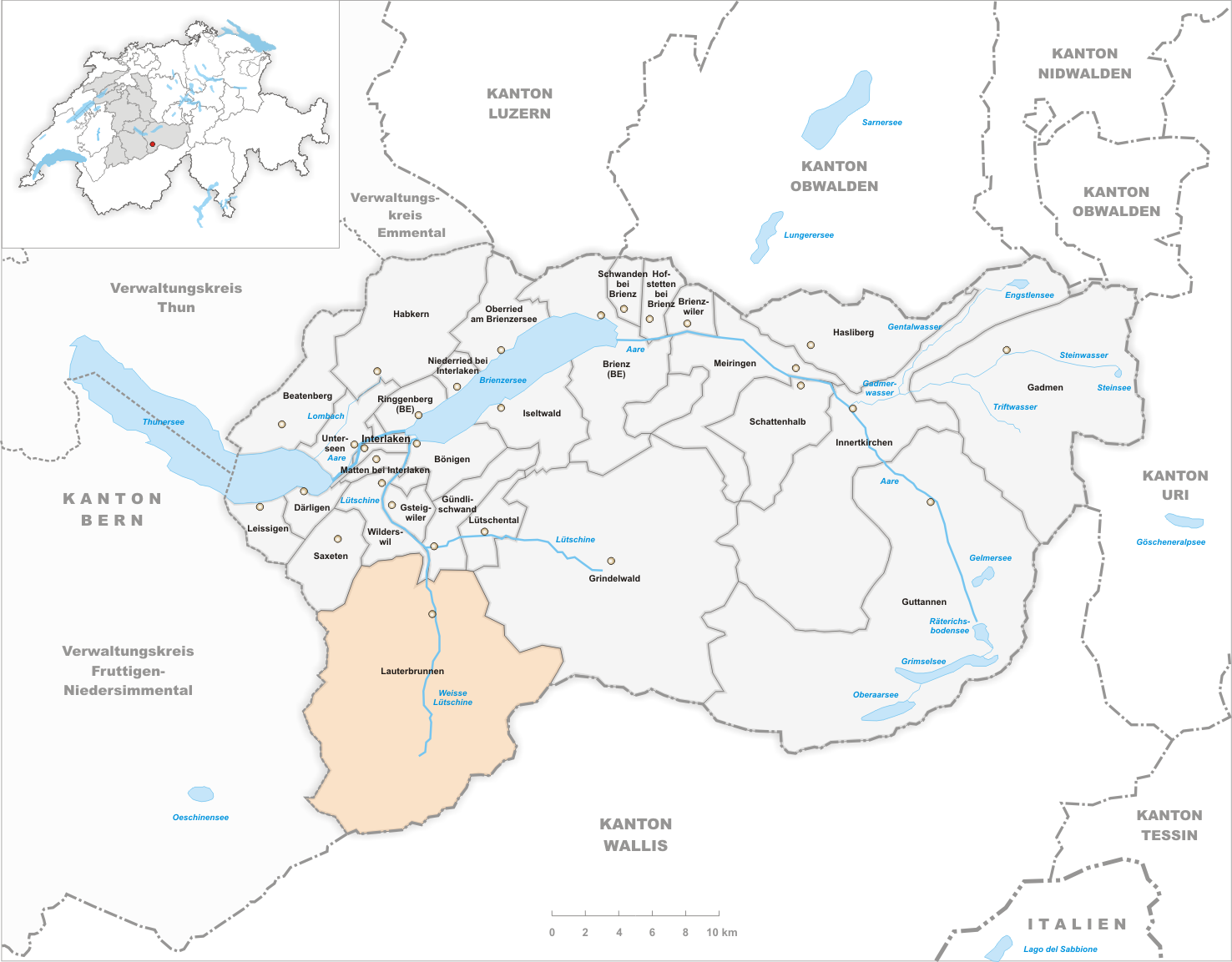
Kaart van de gemeente

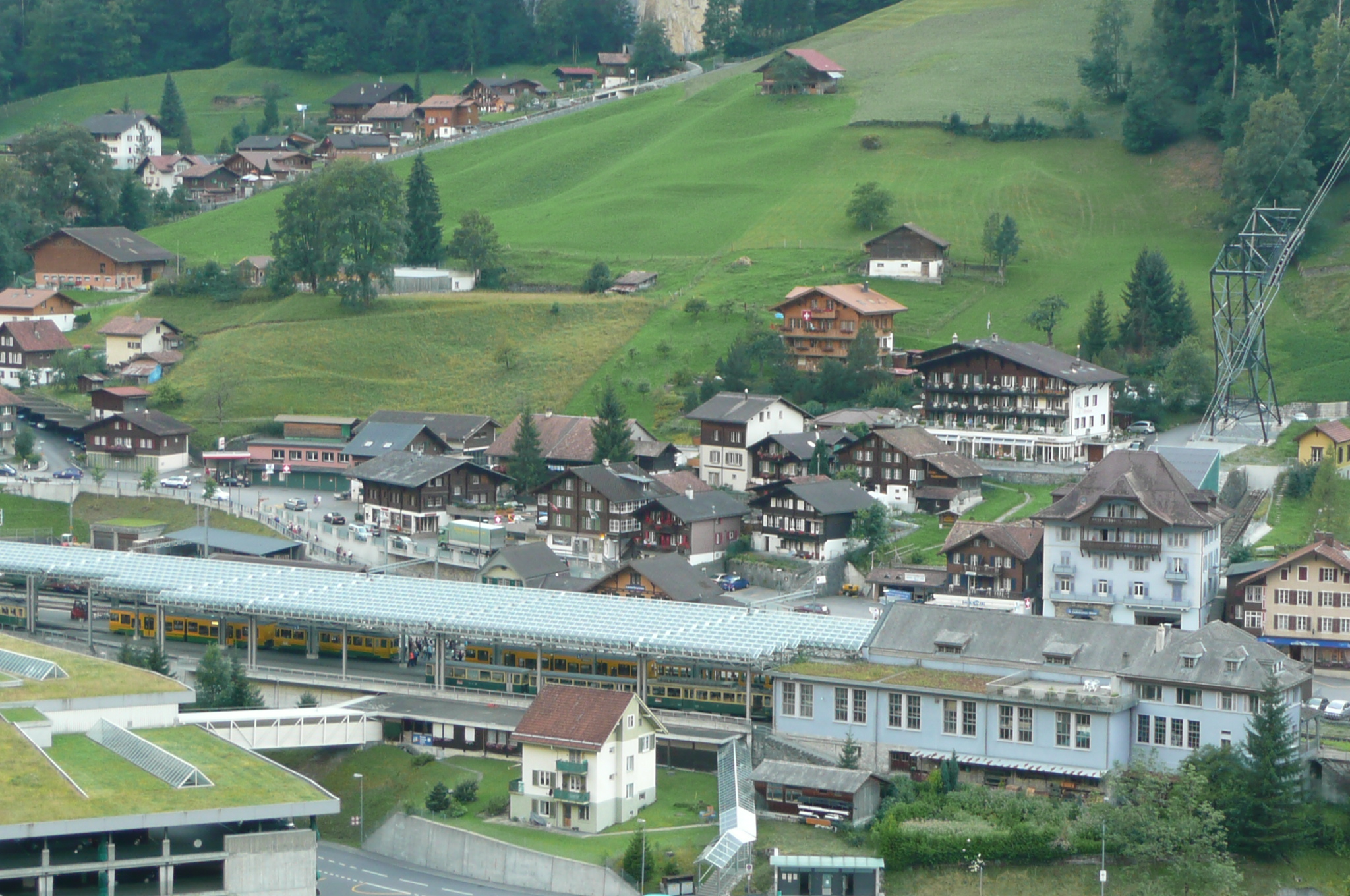
WAB Bahnhof Lauterbrunnen

Het dorp ligt ten zuiden van Interlaken, in het Lauterbrunnental tussen de Eiger, Mönch en Jungfrau en de Männlichen boven Wengen. Aan de andere kant van de vallei ligt een iets lagere bergketen waartoe onder meer de Schilthorn behoort. Het hoogste punt van de gemeente is de Jungfrau (4159m). Het laagste punt is het Sandweidli (728 m).

## Kernen
(inwoners, stand 31 december 2015, hoogte in m)
| Kern          | inwoners | hoogte |
| ------------- | -------- | ------ |
| Gimmelwald    | 101      | 1394   |
| Isenfluh      | 65       | 1095   |
| Lauterbrunnen | 851      | 795    |
| Mürren        | 429      | 1650   |
| Stechelberg   | 237      | 910    |
| Wengen        | 1266     | 1250   |

## Verkeer en vervoer
Lauterbrunnen ligt aan een secundaire weg en is eindpunt van twee spoorwegen. Vanuit het dorp kan de trein genomen worden via Wengen naar de Kleine Scheidegg met de Wengernalpbahn (WAB). Vanaf de Kleine Scheidegg kan met de Jungfraubahn (JB) de Jungfraujoch bereikt worden; Station Jungfraujoch is het hoogst gelegen treinstation van Europa. Met de Wengernalpbahn kan verder worden gereisd naar Grindelwald . Vanuit het treinstation van Lauterbrunnen kan men ook de Berner Oberland-Bahn naar Grindelwald en Interlaken (Station Interlaken Ost) nemen. Tegenover het treinstation bevindt zich het dalstation van de kabelbaan, onderdeel van de Bergbahn Lauterbrunnen-Mürren (BLM). De kabelbaan gaat naar Grütschalp waar het treintraject begint naar Mürren. Bij Stechelberg kan gebruik gemaakt worden van de Luftseilbahn Stechelberg-Mürren-Schilthorn (LSMS). Deze kabelbaan naar Piz Gloria heeft ook een tussenstation, Gimmelwald, en verbindt dus drie kernen van de gemeente. De kernen Wengen en Mürren zijn niet bereikbaar voor auto's, waardoor deze verbindingen voor de bezoekers van groot belang zijn.

Naar het gehucht Isenfluh (1080 m) werd pas in 1905 een voetpad naar Lauterbrunnen aangelegd. Een geasfalteerde weg voor het autoverkeer kwam er pas in 1963, die tussen 1987 en 1992 onbruikbaar was door een aardverschuiving. Met de bouw in 1991 van een 1200 meter lange autotunnel (smal en kronkelig) is Isenfluh nu het hele jaar goed bereikbaar.

## Toerisme
De verticale wanden van het Lauterbrunnental zijn indrukwekkend en er is goed zicht op een aantal watervallen die van het terras, waarop Mürren ligt, naar beneden storten. Het stuivende water van de bekende en opvallende Staubbachwaterval, de op drie na hoogste waterval van Zwitserland, kan vanaf een heuveltje nader bekeken kan worden. De hoogste en op een na hoogste waterval van Zwitserland, respectievelijk de Mürrenbachwaterval en de Buchenbachwaterval, bevinden zich ook in dit dal. Aan de andere kant van het dal is de Trümmelbachwaterval aan het zicht onttrokken. Deze tien watervallen zijn ontsloten met een lift, en wandelpaden binnen in de berg voeren terug naar buiten. De BOB, WAB, LSMS zijn zowel belangrijk voor bewoners als toeristen. Daarboven zijn er in de gemeente nog twee kabelbanen, de Luftseilbahn Wengen–Männlichen (LWM) en sinds 1975 de Luftseilbahn Isenfluh-Sulwald (LIS).
De 400 tot 600 meter hoge rotswanden van de Mürrenflüh of Staldenfluh zijn een locatie voor basejumpen.

## Geboren
- Ulrich Lauener (1821-1900), Zwitsers alpinist en berggids
- Christian Lauener (1826-1891), Zwitsers alpinist en berggids

## Overleden
- Christian Lauener (1826-1891), Zwitsers alpinist en berggids
- Ulrich Lauener (1821-1900), Zwitsers alpinist en berggids